# La Rochette (Sekwana i Marna)
Rochette – miejscowość i gmina we Francji, w regionie Île-de-France, w departamencie Sekwana i Marna. Przez miejscowość przepływa Sekwana. 
Według danych na rok 1990 gminę zamieszkiwało 2861 osób, a gęstość zaludnienia wynosiła 488 osób/km² (wśród 1287 gmin regionu Île-de-France Rochette plasuje się na 413. miejscu pod względem liczby ludności, natomiast pod względem powierzchni na miejscu 619.).